# Hard rock
Se även det svenska begreppet hårdrock.
Hard rock (hård rock) är en löst definierad subgenre inom rockmusik som uppstod under mitten av 1960-talet i samband med garagerock, psykedelisk rock och bluesrock. Genren kännetecknas av aggressiv sång, distade elgitarrer, elbas och trummor, ofta ackompanjerad av piano och keyboard.
Hard rock utvecklades till en allmän sorts populärmusik under 1970-talet, med band som Led Zeppelin, Deep Purple, Black Sabbath, Uriah Heep, Grand Funk Railroad, Mountain, Free, Blue Oyster Cult, James Gang, Cactus, Blue Cheer, The Who, Kiss, Aerosmith, AC/DC och Van Halen. Under 1980-talet gick en del hard rock-band ifrån sina rötter mot poprock-hållet, medan andra började återvända till hard rock-soundet. Etablerade band gjorde en comeback under mitten av 1980-talet och det nådde en kommersiell topp under detta decennium, med glam metal-band som Bon Jovi och Def Leppard samt med det råare soundet hos Guns N' Roses, följt av stora framgångar under decenniets senare del. Hard rock började tappa popularitet på 1990-talet då grunge och britpop slog igenom.
Trots det anammade många postgrungeband ett hard rock-sound och under 2000-talet kom ett förnyat intresse hos etablerade band, försök att återskapa genren och nya hard rock-band som bildades ur garagerock- och postpunk revival-scenerna. På 2000-talet lyckades bara ett fåtal hard rock-band från 1970- och 1980-talen behålla stora framgångar.

## Historia
Hard rockens rötter kan spåras tillbaka till 1950-talet, framförallt elektrisk blues, som lade grunden till nyckelelement som rytande sång, tunga gitarriff, gitarrsolon i bluesskalor med string-bending, stark takt, tjock riffbaserad faktur och poserande framträdanden. Gitarrister inom elektrisk blues började under detta decennium att experimentera med hard rock-element såsom drivande rytmer, distade gitarrsolon och powerackord, speciellt Memphis blues-gitarristerna Joe Hill Louis, Willie Johnson och framförallt Pat Hare, som fångade ett "raspigare, vidrigare, mer våldsamt elgitarrsound" på inspelningar som James Cottons "Cotton Crop Blues" (1954). Till andra föregångare hör Link Wrays rock and roll-komposition "Rumble" från 1958 och Dick Dales instrumentala surfrocklåtar "Let's Go Trippin'" (1961) och "Misirlou" (1962).

### Ursprung (1960-talet)

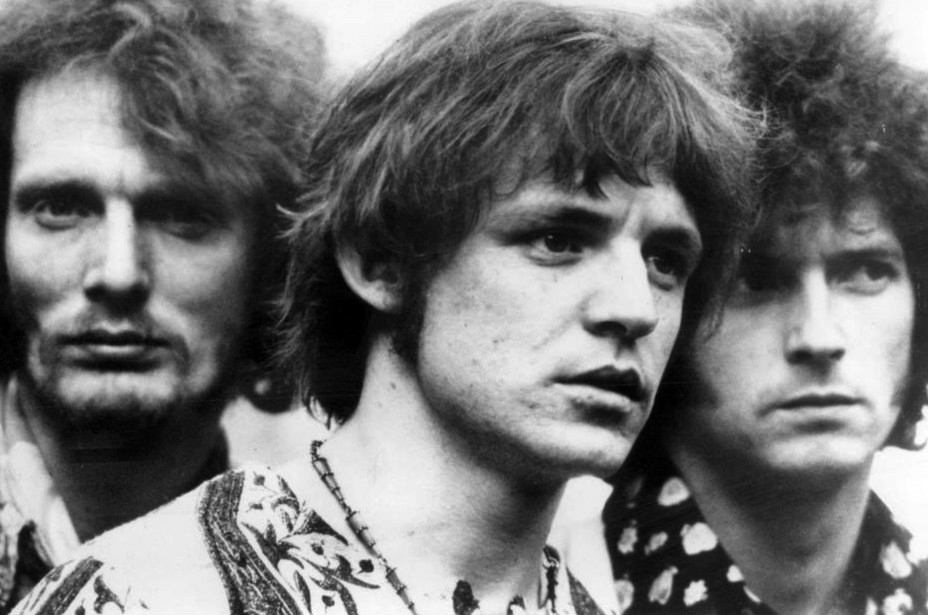
Cream, vars bluesrock-improvisation hade en betydande roll för genrens utveckling.

På 1960-talet började amerikanska och brittiska blues- och rockband förändra rock and rollen genom hårdare sound, tyngre gitarriff, bombastiskt trummande och högljuddare sång, från elektrisk blues. Tidiga former av hard rock kan höras i låtar av Chicago blues-musikerna Elmore James, Muddy Waters och Howlin' Wolf såväl som i The Kingsmens tolkning av "Louie Louie" (1963), som blev en garagerock-standard, samt rhythm and blues-influerade grupper inom den brittiska vågen som "You Really Got Me" av The Kinks (1964), "My Generation" av The Who (1965), "Shapes of Things" (1966) by The Yardbirds och "(I Can't Get No) Satisfaction" (1965) av The Rolling Stones. Framemot slutet av 1960-talet blev det vanligt att dela in psychedelia-influerad mainstreamrock i soft rock (på svenska kallat mjukrock) och hard rock. Mjukrock härstammade ofta från folkrock; man använde akustiska instrument och lade mer betoning på melodi och harmonier. I kontrast härstammade hard rock ofta från bluesrock och spelades högre och intensivare.
Bluesrockgrupper som banade vägen för soundet var Cream, The Jimi Hendrix Experience och The Jeff Beck Group. I låtar som "I Feel Free" (1966) kombinerade Cream bluesrock med pop och psychedelia, speciellt i riffen och gitarrsolona av Eric Clapton. Jimi Hendrix producerade en sorts blues-influerad psykedelisk rock, som blandade element av jazz, blues och rock and roll. Jeff Beck tog sologitarr till nya höjder av teknisk virtuositet och styrde bluesrocken mot tyngre rock med sitt band The Jeff Beck Group. Dave Davies från The Kinks, Keith Richards från The Rolling Stones, Pete Townshend från The Who, Hendrix, Clapton och Beck kom alla att revolutionera användandet av nya gitarreffekter som phasing, feedback och distorsion. The Beatles började producera låtar i den nya hard rock-stilen i samband med The White Album 1968 och försökte med låten "Helter Skelter" skapa en högre grad oljud än The Who. Stephen Thomas Erlewine från Allmusic uppmärksammade "proto-metal-rytandet" i "Helter Skelter" medan Ian MacDonald hävdade att "deras försök att efterlikna den tunga stilen var utan undantag pinsamt".

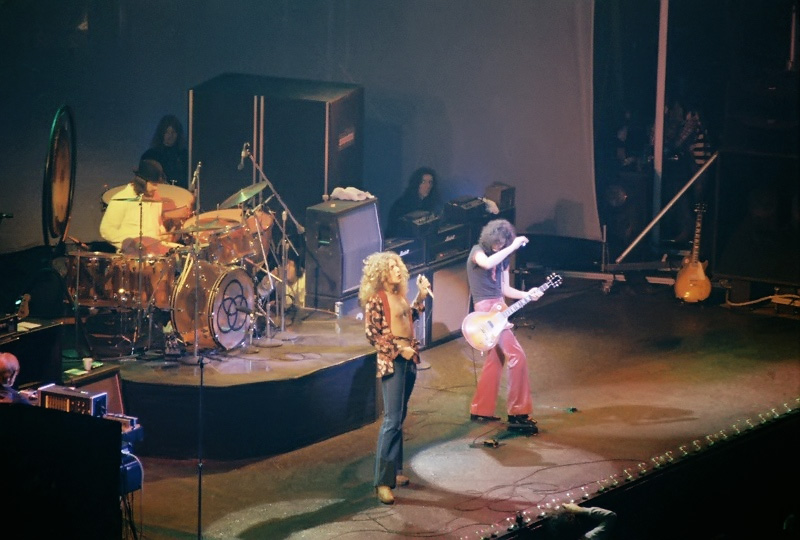
Led Zeppelin live vid Chicago Stadium, januari 1975.

Grupper som bildades ur den amerikanska psykedeliska scenen vid samma period var bland andra Iron Butterfly, MC5, Blue Cheer och Vanilla Fudge. San Francisco-bandet Blue Cheer släppte en rå och distad cover på Eddie Cochrans klassiker "Summertime Blues" på deras 1968 års debutalbum Vincebus Eruptum, vilket låg till grund för en stor del av det kommande hard rock- och heavy metal-soundet. Samma månad gav Steppenwolf ut sitt självbetitlade debutalbum, där låten "Born to Be Wild" innehöll den första referensen till heavy metal i en låttext och bidrog till att popularisera stilen när den användes i filmen Easy Rider (1969). Iron Butterflys In-A-Gadda-Da-Vida (1968), med dess 17 minuter långa titelspår som innehöll orgel och ett långt trumsolo, har också influerat senare element av soundet.
Vid decenniets slut uppstod en distinkt gren av hard rock med band som Led Zeppelin, som blandade musiken hos tidiga rockband med en vassare sorts bluesrock och acid rock på deras två album Led Zeppelin (1969) och Led Zeppelin II (1969), och Deep Purple, vilka började som en progressiv rockgrupp men nådde deras genombrott med deras fjärde och förhållandevis tyngre album In Rock (1970). Även Black Sabbaths Paranoid (1970) var betydelsefullt, ett album som kombinerade gitarriff med dissonans såväl som tydligare referenser till det ockulta och element av gotisk skräck. Dessa tre band räknas ofta till de huvudsakliga pionjärerna inom heavy metal, men där metal betonade musikens intensitet ytterligare när band som Judas Priest följde Black Sabbaths väg mot områden som ofta var "mörkare och hotfullare", tenderade hard rock att förbli sprudlande "good-time"-musik i grunden.

### Utökning (1970-talet)
Under tidiga delen av 1970-talet utvecklade The Rolling Stones sitt hard rock-sound med Exile on Main St. (1972). Denna skiva fick ursprungligen blandade omdömen men är enligt kritikern Steve Erlewine idag "allmänt betraktat som The Rolling Stones bästa album". De fortsatte att utöva det rifftunga soundet på album som It's Only Rock 'n Roll (1974) och Black and Blue (1976). Led Zeppelin började blanda element från världsmusik och folkmusik med deras hard rock från Led Zeppelin III (1970) och Led Zeppelin IV (1971). Det senare innehöll låten "Stairway to Heaven", vilken kom att bli den mest spelade låten på album-orienterad radio någonsin. Deep Purple fortsatte att definiera hard rock, i synnerhet med deras album Machine Head (1972), som innehöll låtarna "Highway Star" och "Smoke on the Water". 1975 lämnade Ritchie Blackmore bandet och bildade Rainbow, och efter upplösningen året därefter bildade sångaren David Coverdale Whitesnake. 1970 släppte The Who Live at Leeds, vilket ofta ses som en arketyp för hard rock-livealbum, och året därpå gav de ut sitt kritikerrosade album Who's Next, som blandad tung rock med stort användande av synthesizers. Efterkommande album, såsom Quadrophenia (1973), byggde på detta sound före Who Are You (1978), deras sista album innan den stilbildande rocktrummisen Keith Moons död senare det året.